# نزدیک من (ترانه الی گولدینگ، دیپلو و سوئه لی)
 «نزدیک من» ترانه ای از خواننده انگلیسی الی گولدینگ، تهیه‌کننده آمریکایی دیپلو و خواننده آمریکایی سوئه لی است که در ۲۴ اکتبر ۲۰۱۸ منتشر شد. این ترانه توسط آنی مک در رادیو بی‌بی‌سی ۱ به عنوان «داغترین رکورد جهان» اجرا شد.

## نماهنگ
نماهنگ «نزدیک من» در بوداپست مجارستان فیلمبرداری شد و در ۱۴ نوامبر ۲۰۱۸ به نمایش درآمد.

## ترویج
گولدینگ حسابهای شبکه اجتماعی خود را از بین برد و از ۲۲ اکتبر ۲۰۱۸ شروع به تبلیغ کرد، ابتدا تصویر کارتونی از بازوهای او، دیپلو و سوئه لی را که در یک مثلث قفل شده بودند به اشتراک گذاشت و خالکوبی‌های خود را در برابر پس زمینه چاپ یوزپلنگ به نمایش گذاشت و عنوان آن را «CLOSE TO ME» نوشت، او سپس تأیید کرد که این عنوان آهنگ خواهد بود و همراه با ارسال کلیپ صوتی آهنگ، تاریخ و زمان انتشار را اعلام کرد.

### نسخه‌های دیگر
در آوریل سال ۲۰۱۹، الی گولدینگ نسخه دیگری از این ترانه را منتشر کرد که در آن از گروه زنان کره ای رد ولوت جایگزین سوئه لی در این آهنگ شد.

### اجراهای زنده
گولدینگ در ۱۶ نوامبر ۲۰۱۸ یک نسخه آکوستیک آهنگ را در پخش زنده On Air با Ryan Seacrest اجرا کرد. او بعداً این ترانه را در بیست و یکم ماه نوامبر در پخش زنده رادیو بی‌بی‌سی ۱ اجرا کرد. اولین اجرای تلویزیونی این ترانه در تاریخ ۲ دسامبر در فینال The X Factor بود.